# Aprionus hamulatus
Aprionus hamulatus är en tvåvingeart som beskrevs av Bu och Zheng 1996. Aprionus hamulatus ingår i släktet Aprionus och familjen gallmyggor. Inga underarter finns listade i Catalogue of Life.